# Vila (Melgaço)
Vila is een plaats (freguesia) in de Portugese gemeente Melgaço en telt 1274 inwoners (2001).